# NGC 993
NGC 993 في الفهرس العام الجديد، هي مجرة محدبة، تقع في كوكبة قيطس. اكتشفت في 15 يناير 1865 بواسطة ألبرت مارث.

## روابط خارجية
- NGC 993 على موقع ويكي سكاي: DSS2, SDSS, GALEX, IRAS, Hydrogen α, X-Ray, Astrophoto, Sky Map, Articles and images